# スマイルはゼロゴールド
『スマイルはゼロゴールド』は、佐野たかよしによる日本の漫画作品。エニックス刊『月刊Gファンタジー』（開始時は『ガンガンファンタジー』）連載。単行本は全2巻（3巻は発売予定だったが、発売されないまま連載終了。そのため、終盤のエピソードは単行本に収録されていない）。

## あらすじ
なぜかファンタジー世界で営業するコンビニ「Twins」を経営するリンリンとランランは各地を転々としていたが、ある城下町に店を構える。

## 登場人物
リンリン
「Twins」の店員。経理・仕入れ・新商品開発まで何でもこなすが、腹黒。
ランラン
リンリンの妹で、姉と同様「Twins」の店員。大阪弁で話すツッコミ役。歌を歌うと『ドラえもん』のジャイアンのような悪声を放つ。
ゴーレム
伝説の人造モンスターだが、Twinsでは肉体労働担当。
ジルベール
なぜかTwinsの入口に巣を作るアリジゴク。人食いで死傷者多数。
ピエール
王国の第三王子。どうしようも無いバカ王子だが、Twins最大のお得意さん。
エレノア
ピエールの家庭教師。どうしてもピエールに名前を覚えてもらえないのが悩み。
ロビン
ロリポップ王国より留学中の姫。爆乳。頭の出来はピエールと同程度。
ガリバルディ
かつての救国の英雄だが、今では所構わず魔王と戦うはた迷惑なオヤジでしか無い。
魔王
滅茶苦茶強い。なぜか当たりくじの交換に命を賭けている。歌を歌うとランランと同じく悪声。
ボディコンねーちゃん（仮称）
本名不明。道具屋を経営していたがTwins出店後に店が潰れ、復讐に燃える。
ヤザキ
初登場時からずっと変身したままの狼男。潰れた道具屋の元店員。キャベツが好物。
トレジャーハンターT
暑苦しい容姿とトレジャーハンターとは思えないものぐさな性格で周囲からうざがられている。
ハーフエルフ
混血の剣士。自らの境遇に苦悩するが、自分の存在と作品のトーンとのギャップも悩み。

## 単行本
1. 1994年7月27日初版 ISBN 4870255197
2. 1995年11月27日初版 ISBN 4870255537